# 乌门多夫 (萨克森-安哈尔特州)
乌门多夫是德国萨克森-安哈尔特州的一个市镇。总面积15.68平方公里，总人口997人，其中男性489人，女性508人（2011年12月31日），人口密度64人/平方公里。